# 波特王
波特王（1990年7月12日—），本名陳加晉，台灣高雄人，YouTuber。早期的影片以「幹話搭訕術」系列為代表，自2019年起改成以時事以及諷刺中國大陸政治狀況的「粉紅月報」為主，後來該單元改成週更後，更名為「粉紅特報」。

## 職業生涯
- 波特王自2011年起在YouTube開設頻道以發佈「幹話搭訕術」、「粉紅月報」系列影片而為廣為人知[4]。

- 波特王曾於影片中多次表示過自己並非電商品牌「橙姑娘」的老闆，因品牌事業剛起步時，團隊常常被同業與媒體騷擾、惡意中傷，當時為店長的波特王，為了幫品牌澄清而主動拍片反擊，因此許多人誤以為波特王是老闆。而多年後橙姑娘品牌老闆李咸臻（同為聚暘新媒體老闆），遭新聞爆出因公司老闆長年積欠波特王酬勞，導致雙方鬧不合並告上法院，事後波特王已離職，非店長[5]。

- 2022年6月，波特王表示已經離開原本的經紀公司——聚暘新媒體國際公司，且也自行請該公司移除其管理Facebook百萬粉絲專頁「波特王 Potter King」的權限，並創立新的粉絲專頁及Instagram「波特王好帥」[6]。

- 波特王因於2022年6月拍攝兩部澄清影片，說明前公司「聚暘媒體」限制他拍攝粉紅時事影片以及積欠款項等慣老闆行為，而被老闆「Mars 火星叔叔」（李咸臻，原名李秋良）控告誹謗罪，但最終2023年5月底判決出爐，法官認定波特王言論非損及名譽之誹謗言論，難認有誹謗之客觀行為[3][7]。

## 解約事件
2019年12月14日，波特王發表一段與中華民國總統蔡英文合作影片。事後，其中國大陸合作夥伴泰洋川禾旗下公司papitube，要求其影片不能出現「總統」字眼，波特王拒絕遵從，被對方更改微博密碼。papitube其後宣布與波特王解除合作關係。蔡英文對此表示遺憾，指台灣是自由社會，難以接受；中國國民黨總統候選人韓國瑜亦呼籲「政治歸政治，經濟歸經濟」；而事後他的影片內容改以諷刺中國大陸政治為主。
2024年9月2日，波特王從自己的頻道中刪除了與聚暘媒體合作期間製作的485部影片。根據合約，這些影片的著作權歸聚暘媒體所有。雖然法院判決頻道和名稱歸波特王所有，但他仍被要求下架相關影片。在刪除過程中，波特王特別提到與前總統蔡英文合拍的影片，並表示該影片對他意義重大。儘管感到遺憾，他最終還是將該影片刪除。

## 演出作品

### 電視劇與MV
| 日期   | 片名                              | 角色       | 導演   |
| ------ | --------------------------------- | ---------- | ------ |
| 2022年 | 《村裡來了個暴走女外科》          | 趙家明醫師 | 賴孟傑 |
| 2023年 | 《國際橋牌社外傳：和平歸來》      | 外甥       | 林世章 |
| 2024年 | 大支 Feat.滅火器 楊大正恐怖情人MV | 男主角     | 方豪   |

## 外部連結
- YouTube上的波特王頻道
- 波特王的Facebook專頁
- 波特王的Instagram帳戶
- 波特王的X（前Twitter）